# ع اللي جرى (ألبوم)
ع اللي جرى هي اغنية للفنانه والممثله التونسيه عليّه التونسيه، من ألحان حلمي بكر 

## قائمة الأغاني
| #  | عنوان                        | تأليف       | تلحين           | المدة |
| -- | ---------------------------- | ----------- | --------------- | ----- |
| 1. | "ع اللي جرى على يوتيوب"      | محسن الخياط | حلمي بكر        | 11:31 |
| 2. | "مشوار هواك على يوتيوب"      | علي الباز   | سيد مكاوي       | 6:34  |
| 3. | "كتبتك على يوتيوب"           | عماد حسن    | محمد ضياء       | 3:59  |
| 4. | "ارجع لها على يوتيوب"        | عماد حسن    | أمير عبد المجيد | 9:59  |
| 5. | "شيء يرجع لك على يوتيوب"     | عماد حسن    | محمد ضياء       | 5:19  |
| 6. | "هي كده على يوتيوب"          | عماد حسن    | محمد ضياء       | 3:30  |
| 7. | "موال "أنا منكم" على يوتيوب" | محمد مصطفى  | محمد ضياء       | 3:20  |

## قائمة الأغاني المصورة
| اسم الأغنية | إخراج          |
| ----------- | -------------- |
| كتبتك       | عادل عوض       |
| ارجع لها    | طوني أبو إلياس |
| هي كده      |                |